# Lesmes de Burgos
Lesmes o Adelelmo (hacia 1035-1097), en español medieval Adelhem o Adelelme y en francés Saint Aleaume, fue un monje benedictino venerado como santo en la Iglesia católica.

## Historia
Es el patrón de la ciudad de Burgos.
Nació en Loudun, Poitou (Francia), en el seno de una familia rica. Siendo joven, repartió sus bienes entre los pobres y vestido con ropas de sirviente fue en peregrinación a Roma. Posteriormente, se hizo monje y llegó a ser abad del monasterio de La Chaise-Dieu, en Auvernia.
La reina Constanza de Borgoña, de origen francés y esposa del rey Alfonso VI, le llamó para que sustituyese la liturgia mozárabe por la romana.
Fundó en Burgos el monasterio benedictino de San Juan Evangelista, donde se dedicó a atender a los peregrinos del Camino de Santiago.
En 1085, durante la reconquista de Toledo, animó al ejército castellano para que se introdujese en la ciudad a través del río Tajo.
Falleció en el año 1097 y fue enterrado en la desaparecida ermita de San Juan. Cuando esta fue demolida en 1383 por orden de Juan I de Castilla por motivos estratégicos, su tumba fue trasladada a la iglesia de San Lesmes de Burgos.
Su entrega al servicio de los pobres y enfermos le mereció el ser considerado santo.

## Iglesias dedicadas a San Lesmes
- Iglesia de San Lesmes Abad, en Burgos.
- Iglesia de San Lesmes Abad, en Alcobendas (Madrid).
- Iglesia de San Nicolás de Bari, en Murcia. En el interior de la iglesia existe una talla de San Lesmes Abad, realizada en alabastro por el artista burgalés Andrés Martínez Abelenda, por encargo de la Hermandad del Santísimo Cristo de Burgos y San Lesmes en Murcia.

## Galería

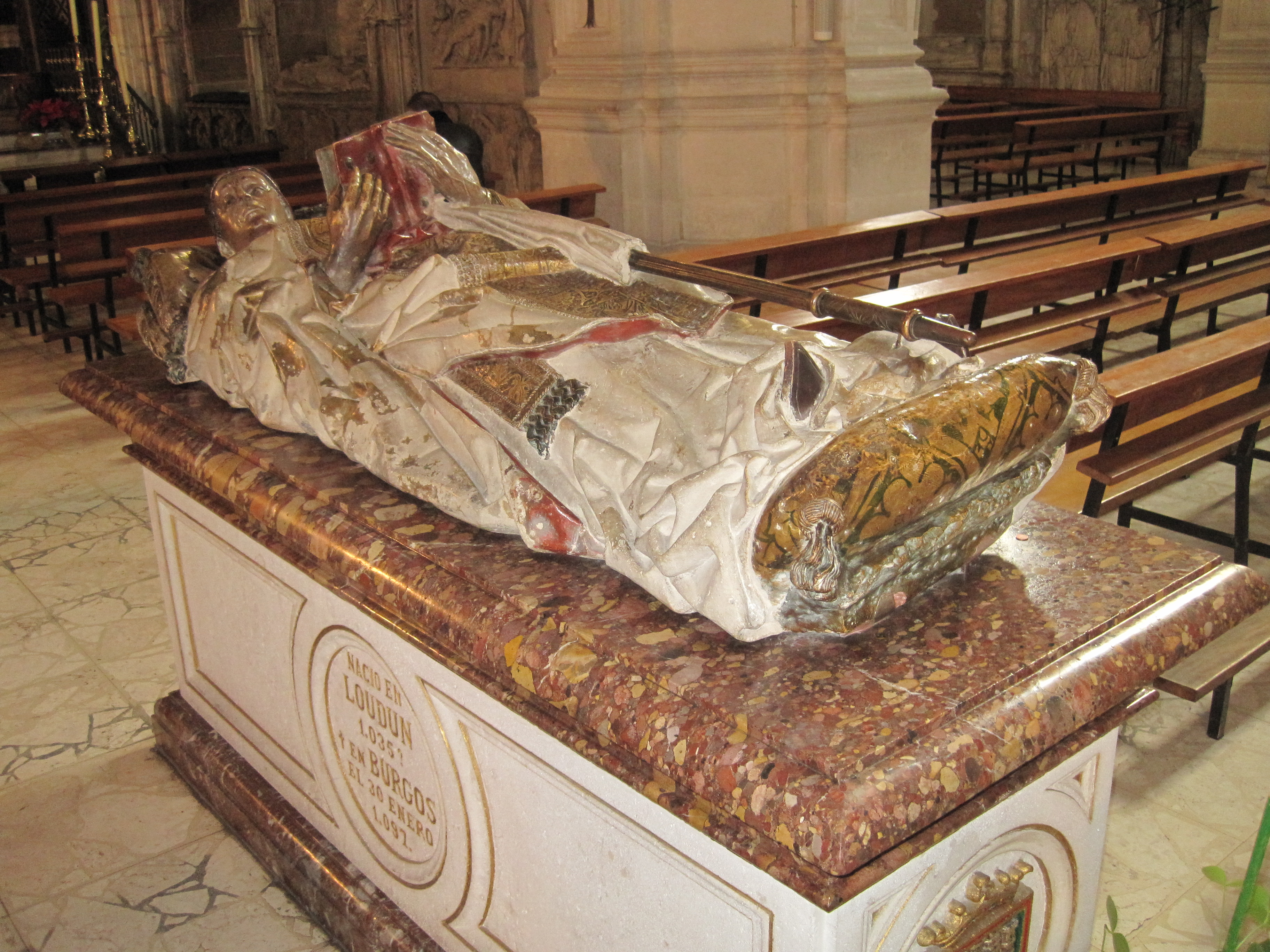
Sepulcro del santo, localizado en el pasillo central de la iglesia de San Lesmes de Burgos.
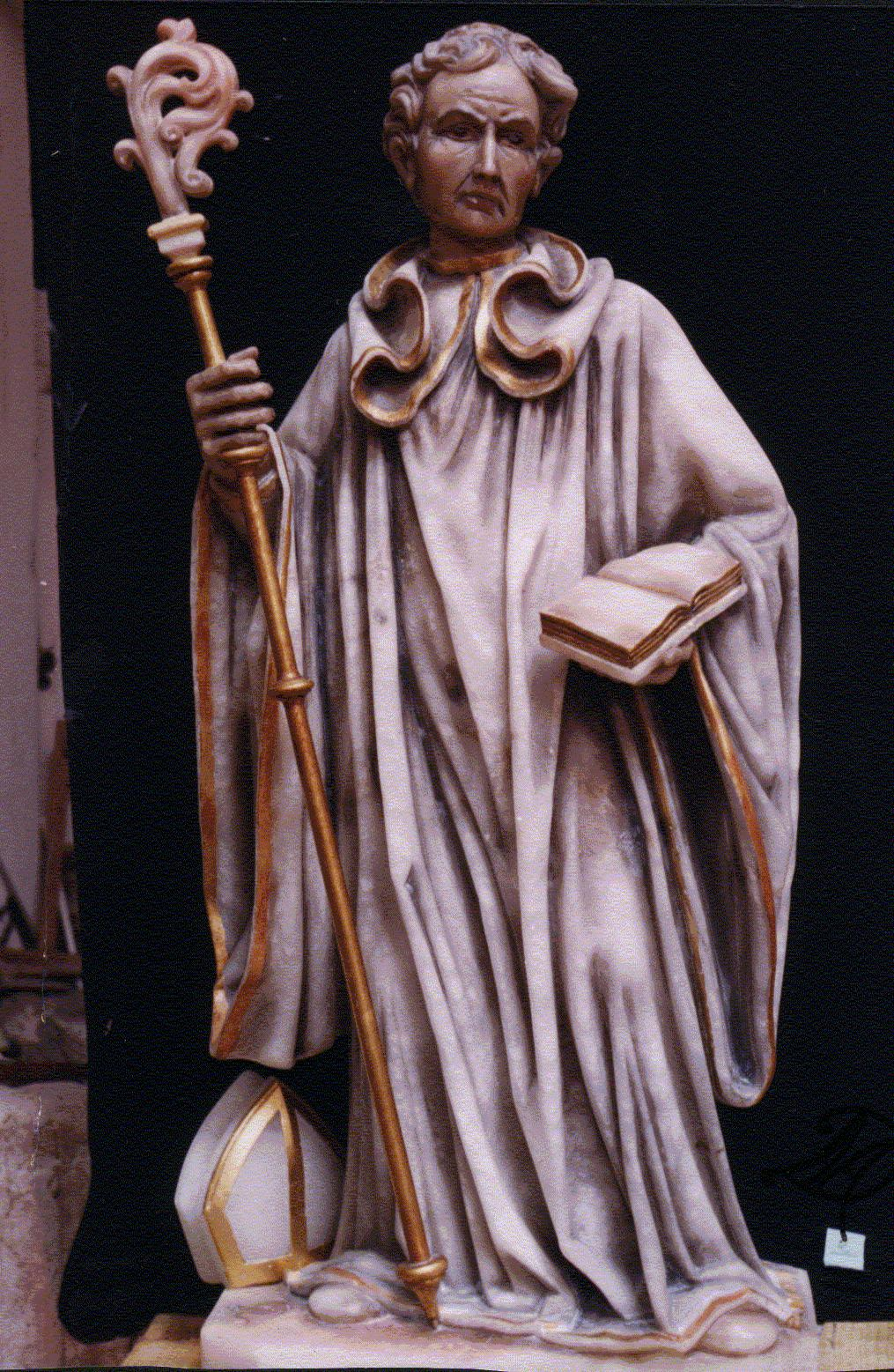
San Lesmes en la capilla del Santísimo Cristo de Burgos de la iglesia de San Nicolás de Bari (Murcia).
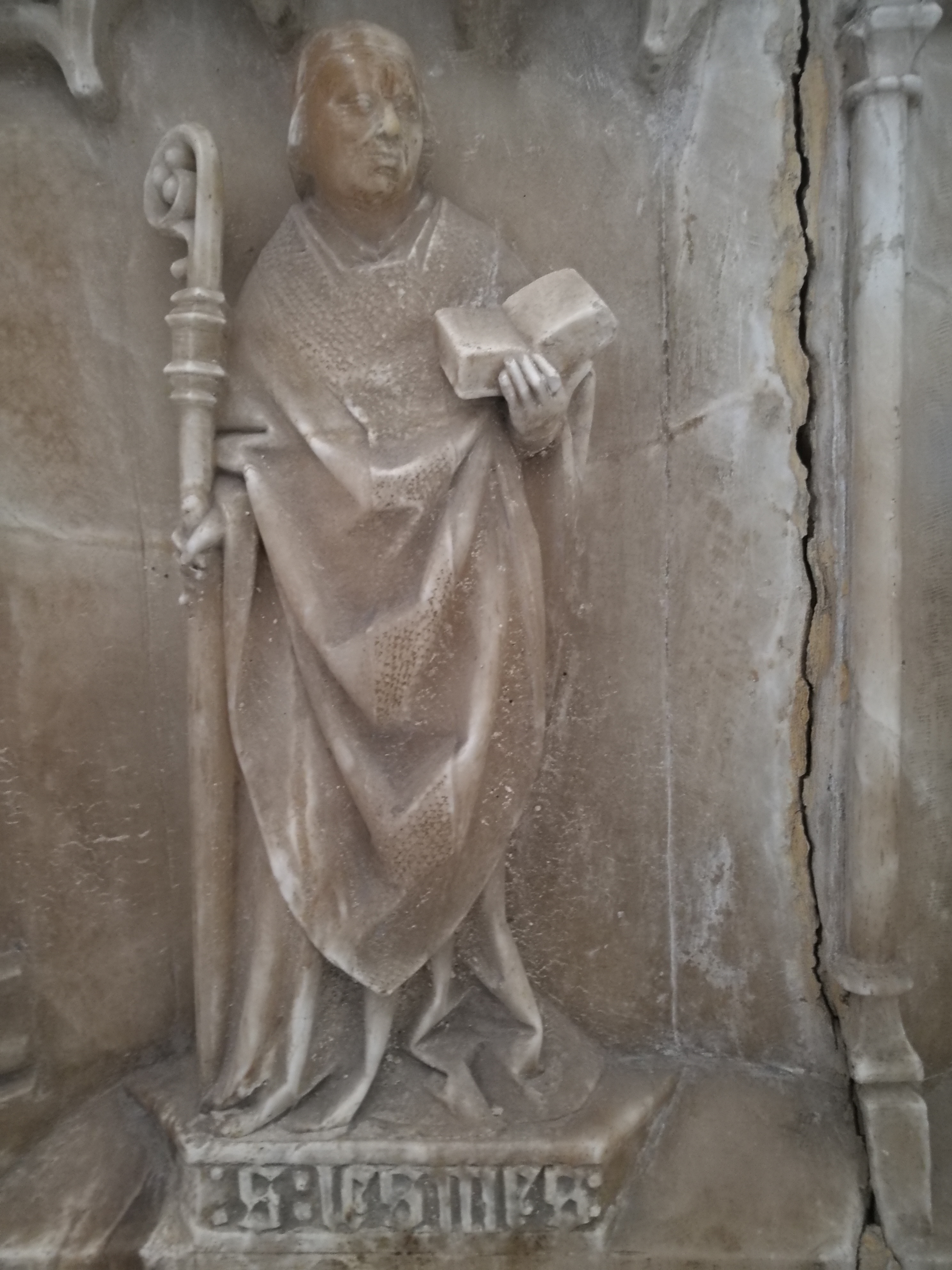
Relieve de San Lesmes en el sepulcro de Alonso de Cartagena (catedral de Burgos).